# 夏威夷烏鴉
夏威夷烏鴉（學名：Corvus hawaiiensis），是鸦科鸦属的一種，生活在森林中，主要食物是蜥蜴、種子、昆蟲等，有時會吃大型的蝴蝶。夏威夷烏鴉在野外已經滅絕，現存的夏威夷烏鴉全部都是人工繁殖的或是飼養的。

## 分佈與棲息地
這物種現在野外絕滅。在此之前，夏威夷烏鴉只生活在夏威夷島的開闊林地中。化石顯示夏威夷烏鴉曾經分佈於其他一些島嶼。夏威夷烏鴉的滅絕原因目前還沒有完全弄清楚，有人認爲可能是瘟疫的傳播造成種群的急劇下降。

## 習性

### 飲食
在野外，夏威夷烏鴉的食物十分多樣，包括腐肉、卵和雛鳥，以及其他動物、水果，甚至人類的眼珠。

### 巢穴
一般在樹上筑巢，雄鳥和雌鳥都參與建造。野外的巢穴位于開放的匍匐植物林地中。雌鳥通常一次產五枚卵，雄鳥和雌鳥都參與孵卵。

### 聲音
夏威夷烏鴉的叫聲類似於貓的喵喵聲，它們還可以發出各種各樣其他的聲音。

## 保護狀況

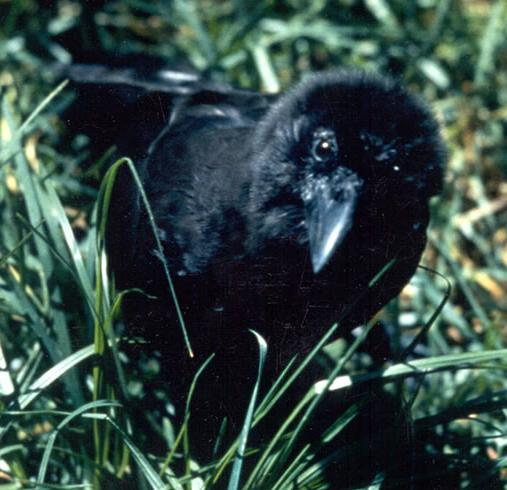
夏威夷烏鴉在草地中。

最後兩個夏威夷烏鴉種群絕滅於2002年；現在的保護狀況為“野外滅絕”。當地還有一些被圈養的夏威夷烏鴉，但是由於其剩餘數量過少，該物種被認爲已無法重新恢復。當地人曾經建立夏威夷烏鴉的野化放归，但再引回的個體常被另一種瀕危鳥類夏威夷隼捕殺，結果無法成功。

## 外部圖像鏈接
- 夏威夷烏鴉
- 樹枝上的夏威夷烏鴉